# Аномальный осмос
Аномальный осмос — движение растворителя через полупроницаемую мембрану, не соответствующее размеру или направлению осмотического давления (осмотического градиента). Аномальный осмос наблюдается в растительных и животных тканях, например, при диффузии воды через мембраны клеток растений. Эффект аномального осмоса объясняется наличием противоположного электроосмотического давления.